# Barichneumon nigripes
Barichneumon nigripes là một loài tò vò trong họ Ichneumonidae.